# Lefê Almeida
Luiz Francisco Almeida Cunha (Rio de Janeiro, 10 de fevereiro de 1946 — Rio de Janeiro, 3 de abril de 2015), mais conhecido como Lefê Almeida, foi um economista, professor e produtor musical brasileiro.